# شهرزاد (مغنية)
شهرزاد (2 مايو 1922 - 6 أبريل 2013) هي مغنية وممثلة مصرية.

## حياتها
ولدت شفيقة محمد السيد ببلدة الراهب مركز شبين الكوم مديرية المنوفية في 2 مايو 1922، وانتقلت الأسرة الى منطقة الحلمية بالقاهرة وكان والدها صاحب محل بقاله كبير وساعدتها شهزاد في متجره، عشق والداها الطرب الأصيل وأحبب سماع أم كلثوم قبل نومه يومياً، وسمع كذلك سيد درويش ومنيرة المهدية وكامل الخلعي، فاصبحت شهرزاد تستمع لتلك الأصوات وحولت تقليدهم وبدأ صوتها ينضج ويجذب الجميع عندما غنت في حفلات مدرسة الحلمية التي كانت بها وكان هناك أمتحان لأختيار صوت فتاة لتكون مسؤولة عن حفلات المدرسة بالكامل ودخلت المسابقة ونالت أعجاب المدرسين وأختاروها لتكون الاولى، ثم أحضروا لها ملحن خاص ليلحن الأغاني المطلوبة، وبعدها بدا أصدقائها يطلبونها في أعياد الميلاد والحفلات الخاصه.

## مسيرتها
بدأت مشواره الفني بالصدفة عند حضور شهرزاد في حفل عيد ميلاد الممثلة ميمي شكيب وكان المخرج والممثل زكي طليمات متواجد مع أنور وجدي بين المدعوين وبدأت الغناء بعدة أغنيات وتعمدت ان تستمر في الغناء لعل المخرج ينتبه اليها وبالفعل حدث ما توقعته، وبعد الحفل أشاد بجودة صوتها وأشار أنه يبحث عن صوت لاوبريت العشرة الطيبة سنة 1947 ورحبت بالفكره وبعد استئذان والدها سمح لها بتلك الفرصه الذهبية، وعلى مسرح الأوبرا وبالفعل غنت أمام اللجنة وبدون ميكروفونات أنا هويت ولم تصدق اللجنة روعة الصوت ومدي قوته وأصبحت بعدها بطلة العرض أمام كارم محمود.
سافرت لأول مره خارج مصر وغنت في مدينة عمان وتزوجت بعازف التشيلو محمود رمزي في فرقة أم كلثوم وكانت السبب في تلك الزيجه والتى أصرت على اقترانهم بعد أن طلبت أم كلثوم من والدها.
تعلمت العزف على العود على يد زوجها عازف التشيللو محمود رمزي، وتمتعت بصوت قوى دفع البعض وقتها للتأكيد أنها البديل الشرعى لكوكب الشرق، لكن بالرغم من اجتهادها في تقديم أعمال غنائية متميزة بقيت أم كلثوم كما هى عشق المصريين والعرب الأول والأخير.

## أعمالها

### أفلام
شاركت في «أمير الانتقام»، «مسمار جحا»، «زينب»، «الهوى غدار»، «أمير الدهاء».
في أوائل الستينات بدأت في تقديم حفلات شهرية بمسارح حديقة الأزبكية والجمهورية ودور السينما، فقدمت أوبريت «العشرة الطيبة» بالأوبرا لمدة ثلاثة أشهر وقدمت أيضا ألف ليلة وليلة، ويا ليل يا عين.

### من أغانيها
في ظل الورد، في القلب هنا، ساعة واحدة يا حبيبي، أحب اسمك، يا ناسينى، غيرك أنت ماليش، عسل وسكر، المنديل، كدابين، أفكر فيه وينساني، أنت احلويت.
كرمت أكاديمية الفنون الفنانة شهر زاد عن مشوارها الفني المتميز كرائدة من رواد الفن الجميل في يونيه 2007

## تكريمات وجوائز
- كرمتها أكاديمية الفنون عن مشوارها الفني المتميز كرائدة من رواد الفن الجميل في يونيه 2007. -
- في عام 1997 كرمها المركز القومي للمسرح والموسيقى والفنون الشعبية برئاسة الفنان محمود الحديني. وكان على رأس الحضور المؤرخين عبد الحميد توفيق زكي ومحمود كامل والمطربين محمد العزبي وشفيق جلال. -
- أعدت حفيدتها المخرجة السينمائية هبة يسري فيلمًا تسجيليًّا عنها بعنوان «ستوزاد، أول عشق» عن شركة أفلام مصر العالمية من إنتاج ماريان خوري

## روابط خارجية
- مقالات تستعمل روابط فنية بلا صلة مع ويكي بيانات

لم يتم العثور على روابط لمواقع التواصل الاجتماعي.